# Евгений IV
Папа Евгений IV (на латински: Eugenius P.P. IV) роден Габриеле Кондулмер (на италиански: Gabriele Condulmer) е глава на Римокатолическата църква от 1431 г. до смъртта си, 207-ия поред в традиционното броене.
Кондулмер в младостта си встъпва в отшелническия орден на августинците. По волята на своя чичо приема епископството на Сиена. После получава званието кардинал.

## Базелски събор
На събора, събрал се в Базел на 23 юли 1431 года, папата изпрраща за свой легат изкусния дипломат кардинал Джулиано Чезарини. Вследствие лъжлива информация относно слаба заинтересованост на епископите към работата на събора Евгений IV решава да го разпусне. В действителност ситуацията е различна, и многочисленото представителство в Базел на епископите от цяла Европа изразява протест против това решение на папата. След двугодишни преговори Евгений признава накрая събора за законен и позволява да продължат неговите заседания. Главна причина за податливоста на папата е трудната ситуация, в която се оказва той във връзка с все по-враждебното отношение към него на римското население. През 1434 година организираното от семейство Колона въстание принуждава Евгений IV към бягство. В дрехи на обикновен монах папата бяга във Флоренция, където го последва част от сановниците. Под защитата на Медичи, които в това време държат в свои ръце властта в столицата на Тоскана, Евгений продължава да управлява църквата.
Евгений встъпва в тесен контакт със Сигизмунд Люксембургски, когото по-рано е коронясал с императорската корона (1433). Ползвайки се от поддръжката на императора, папата решава да ограничи претенциите на съборните отци, които настойчиво провеждат принципите за върховенство на събора на епископите над папството. Без да се консултират с папата, съборните отци дебатират делата на хуситите, църковната реформа, разглеждат проблема с возстановяването на унията с източната църква, а така също изискват част от папските доходи да се предоставят в полза на събора.
Под предлог на необходимостта да се водят преки преговори с представители на Източната църква, Евгений разпуска Базелския събор и събира епископите във Ферара. Настъпва разкол. Някои от участниците в Базелския събор се противопоставят на папското решение и дори изискват папата лично да дойде на събора и да обясни позицията си. Когато определеното време изтича и папата не идва, 300 членове на събора (сред които има само седем епископи) низлагат Евгений и избират като антипапа Амадей Савойски, който взема името Феликс V. Въпреки това, повечето епископи са против нова схизма. Във Ферара, а след това и във Флоренция, преговорите с Източната църква продължават.

## Смърт и наследство
Понтификатът на Евгений IV е бурен. Самият папа на смъртното си ложе съжалява, че е напуснал манастира си. Въпреки това той допринася много за църковното единство. Евгений IV е почтен, но неопитен и нерешителен папа, има лесно възбудим темперамент. Суров в омразата си към ересите, той въпреки това проявява доброта към бедните. Работи за реформиране на монашеството, особено на францисканците, и никога не е упрекван за непотизъм.
Освен това е ценител на изкуството и покровител на образованието, през 1431 година създава университет в Рим. Той също освещава катедралата във Флоренция на 25 март 1436 година.